# Chaetocladus
Chaetocladus es un género extinto de algas verdes unicelulares del Silúrico.

## Descripción
La altura de su talo es de 2-6 cm y su diámetro es de 1 cm. Se encontró en asociación con algas talófitas, anélidos y artrópodos. Algunas fueron descritas como graptolitos, organismos con los que comparten similitudes morfológicas. A diferencia de otras algas del orden Dasycladales, no forma depósitos de calcita, por lo cual requirió condiciones especiales para su preservación.